# الشوایلر
الشوایلر (به آلمانی: Elchweiler) یک شهر در آلمان است که در بیرکنفلد واقع شده‌است. الشوایلر ۹۸ نفر جمعیت دارد.